# Martes americana
La marta americana (Martes americana) es un miembro norteamericano de la familia Mustelidae. A veces es llamada marta de los pinos, nombre también usado para referirse a la especie europea Martes martes. Se distingue de la marta pescadora (Martes pennanti) en que tiene un tamaño menor, y que tiene un pelaje marrón más claro.

## Características

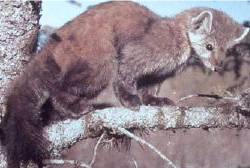
Marta americana.

La especie es principalmente nocturna, y pasa la mayor parte de su tiempo sobre los árboles, aunque caza principalmente en el suelo. Posee un cuerpo esbelto, cubierto de un pelaje marrón brillante, con una mancha más clara en la garganta, una cola larga y un hocico puntiagudo, y tienen una cola peluda, que utilizan para balancearse en los árboles. Los machos miden entre 560 y 680 mm, pesando unos 1300 g. Las hembras son ligeramente más pequeñas, y pesan unos 850 g.
El animal es omnívoro, aunque se alimenta principalmente carne, sobre todo de mamíferos pequeños, prefiriendo las ardillas rojas (Tamiasciurus hudsonicus). También comen peces, anfibios, insectos y aves, y fruta cuando esta está disponible. Cazan preferentemente de noche, asestando una poderosa mordida en el cuello de sus presas.
Son animales solitarios, excepto durante la época de apariamento. Viven en territorios de 13 a 40 kilómetros cuadrados.

## Reproducción
Los machos defienden su territorio agresivamente de otros machos, apareándose con varias hembras. Durante el estro las hembras usan marcas de esencia para informar de su condición a los machos.
Los apareamientos son estivales. El ritual de apareamiento incluye lucha, y juegos. La hembra puede tener de uno a cuatro periodos de receptividad, que duran de uno a cuatro días cada uno, separados una o dos semanas cada uno. El periodo de embarazo es de unos 250 días, pero ocurre una diapausa embriónica prolongada, tras la cual el embrión se desarrolla en sólo 28 días, lo que le permite nacer en primavera, cuando las condiciones atmosféricas son más favorables, y hay más alimento disponible.
Nacen de 1 a 5 crías ciegas por camada. Las crías crecen rápido, abriendo los ojos a los 39 días. El destete ocurre a los 42 días, y alcanzan su tamaño adulto a los 3 meses y medio.
Alcanzan la madurez sexual entre los 15 y 24 meses de edad. Viven hasta 17 años en cautiverio, siendo las hembras fértiles hasta los 12 años.

## Hábitat y conservación
La especie vive en bosques de coníferas o mixtos desde Alaska y Canadá, hasta el norte de Nueva Inglaterra, a través de las Rocallosas. La tala y destrucción de los bosques han reducido sus números, aunque se mantiene en mejor condición que la marta pescadora. La subespecie Martes americana atrata (marta americana de Newfoundland) se considera en peligro. Existen programas de reintroducción en Minnesota y Ontario.
El mayor riesgo a su conservación es la pérdida de su hábitat debido al cambio del uso del suelo. La tala los afecta especialmente, dependen de los bosques para su refugio y alimentación.
Aún pueden ser cazadas legalmente por su piel en la mayoría de los estados del Sur de Estados Unidos. Esta práctica llevó a la especie hasta casi la extinción principios del siglo XX, pues fueron cazadas indiscriminadamente durante los siglos XVIII y XIX.

## Taxonomía
Hasta 1853 se reconocían dos especies norteamericanas de marta, Martes caurina y Martes americana. Subsecuentemente, se encontró que ambas especies coexistían en Montana y la Columbia Británica, por lo que se unieron bajo la denominación M. americana, reconociéndose ambos grupos como subespecies. Sin embargo, se ha sugerido basado en análisis genéticos, que las subespecies caurina y americana son de hecho dos especies distintas, aunque la mayoría de las autoridades científicas las reconocen como parte de la misma especie.
La especie posee actualmente 13 subespecies reconocidas:
- Martes americana americana
- Martes americana abieticola
- Martes americana abietinoides
- Martes americana actuosa
- Martes americana atrata
- Martes americana caurina
- Martes americana humboldtensis
- Martes americana kenaiensis
- Martes americana nesophila
- Martes americana origensis
- Martes americana sierrae
- Martes americana vancourverensis
- Martes americana vulpina